# 慈利县图书馆

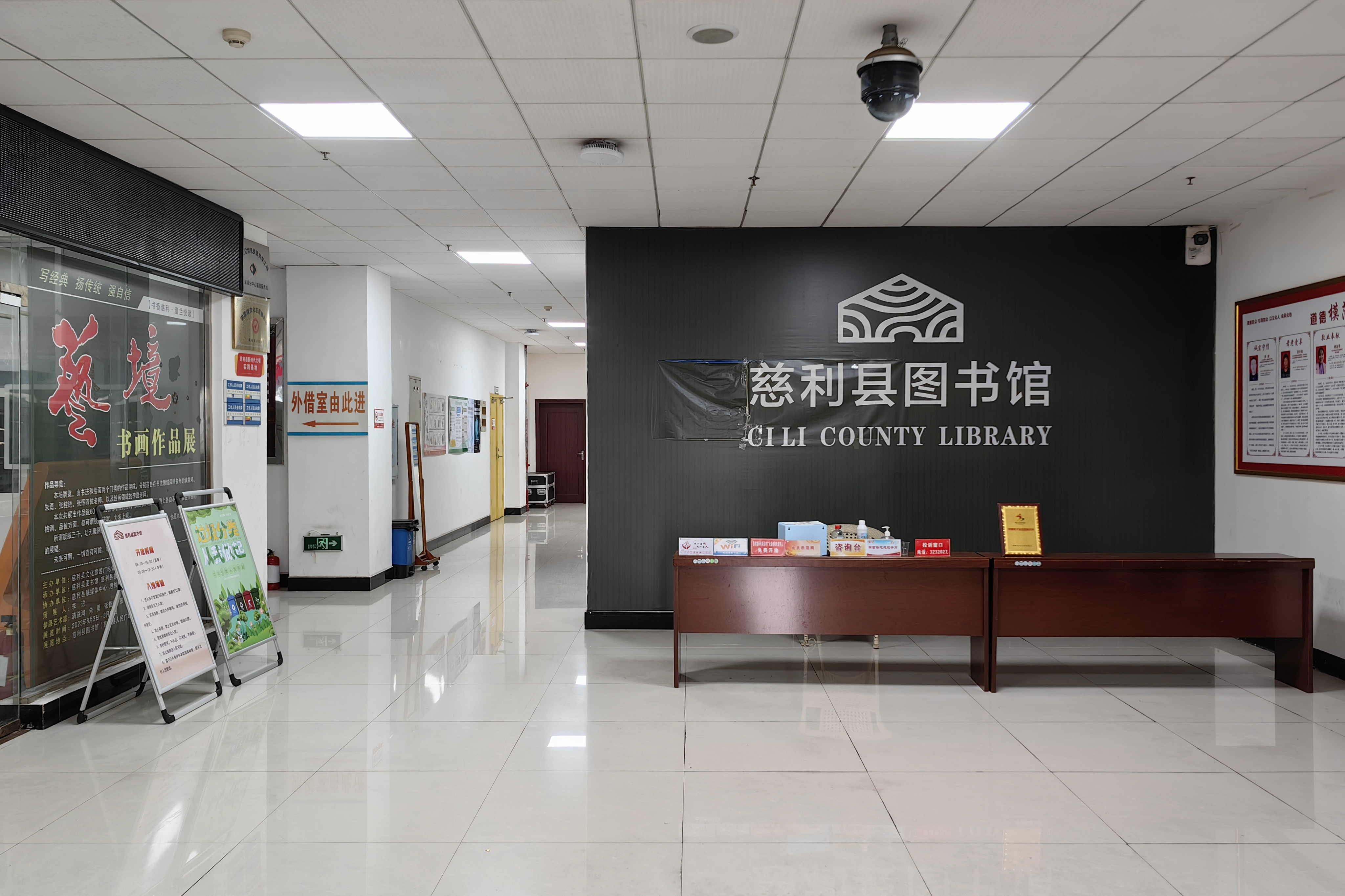
慈利县图书馆

慈利县图书馆是位于张家界市慈利县的一座县级综合图书馆，对公众开放。现为国家三级图书馆，位于零阳镇的全民健身中心6楼。有7个业务部门，每周开放56小时。为读者提供中文书刊借阅、信息咨询、科研课题跟踪、专业培训等服务。藏书近十万册，三分之一为文学类书籍。

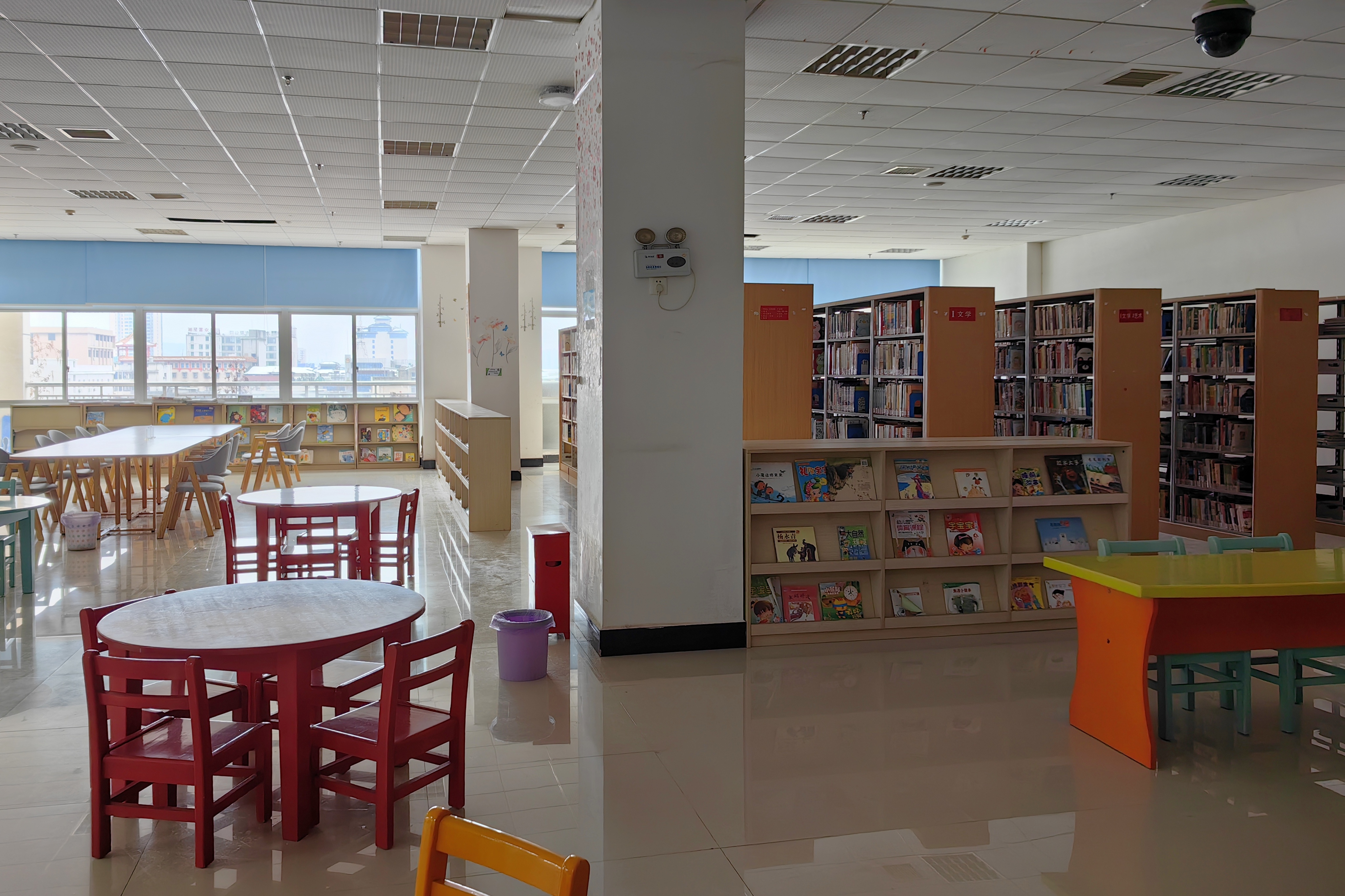
少儿室

慈利县图书馆正式建馆于1976年10月，前身为文化馆图书室。1949年以前，慈利县民众教育馆藏《二十四史》等类书籍20余箱，后来毁于战火。1950年秋设立了小型图书室，藏书2000余册。1951年划归县文化馆，1952年正式开展外借服务，后藏书增至46000余册，然而全部毁于文革。1972年，图书馆业务才得以重启。1989年开通少儿阅览室，曾组织少儿故事演讲和作文竞赛。1998年开设电脑室。1998年7月的特大洪灾曾造成万余册图书损失。